# Oberstift Münster

Das Oberstift war der südliche Teil des Münsterischen Hochstifts.

Das Oberstift Münster war der südliche Teil des Hochstifts Münster, zusammen mit dem Niederstift bildete es das Hochstift Münster mit dem Bischofssitz in Münster. Das Oberstift ist der Ursprung der heutigen Region des Münsterlandes. Dessen Grenzen, von der Lippe bis zur Ems, beschreiben daher in etwa die Ausdehnung des Oberstifts. Als territoriale Einheit wurde es im 13. Jahrhundert durch die Münsteraner Fürstbischöfe mittels verschiedener Stadtgründungen konsolidiert.

## Oberstift Münster: Voraussetzungen in Westfalen
Neben der Reichsstadt Dortmund, der einzigen in Westfalen, gab es nur in Paderborn einen königlichen Hof. Münster und das Münsterland waren, mit wenigen personalen Ausnahmen wie dem Bischof Hermann II. von Katzenelnbogen, königsfern, deutsche Könige zogen meistens auf dem Hellweg und am östlichen Münsterland vorbei in den Norden. Im 12. Jahrhundert lag die vom Kaiser Lothar III. noch fest unter sächsischem Herzogsverband stehenden Bistümer (Münster wurde 1121 unterworfen) am Rande des Einflussgebiets Heinrichs des Löwen. Im Allgemeinen wurden sie in ihrer Entwicklung vernachlässigt, denn es kam, anders als im ostfälischen und wendischen Gebiet nicht zu Stadtgründungen und Landeserschließung: „Die Städtepolitik Heinrichs des Löwen […] wirkt in Westfalen offensichtlich nur als Bremse gegen eine selbständige Städtepolitik der emporstrebenden, aber von ihm im Zaune gehaltenen Fürsten und kleineren Dynasten.“ Nach seinem Sturz 1180 kommt es zu einem „Aufblühen“ Westfalens mit einer hohen Zahl von Städtebildungen bis etwa 1350.

## Territorialbildung und Städtepolitik
Der Bischof von Münster nutzte geschickter als seine Kollegen in Osnabrück, Minden oder Paderborn die Antagonismen zwischen dem Löwen und dem Kölner Erzbischof zum Ausbau einer eigenen Territorialherrschaft aus. Erster wichtiger Schritt war die Übertragung der Rechtstitel der Grafen von Cappenberg, dem „damals wohl mächtigsten westfälischen Grafengeschlecht nördlich der Lippe“, nachdem diese 1122 das erste Prämonstratenserstift östlich des Rheins gründeten und ihm beitraten. „Der Bischof konzentrierte damit in seiner Hand Rechtstitel von einer Dichte zwischen Lippe und Osning“, so urteilt Heinz Stoob, „wie sie so früh nur vergleichsweise selten in anderen Landschaften des hochmittelalterlichen Reichs erreicht wurde.“
Ein zweiter wichtiger Schritt war der Sieg über den Grafen von Tecklenburg 1173, der bis dato die Schirmvogtei über die Stadt und das Hochstift Münster innehatte. Dem Bischof von Münster gelang es „weit früher als seinen meisten Amtsbrüdern dieses wichtige Werkzeug [Schirmvogtei über Stadt und Hochstift Münster] der Machtbildung in die Gewalt zu bekommen.“ Damit waren die Grundlagen zur Herrschaftsbildung und zur Festigung des Territoriums im kommenden Hochstift Münster geschaffen. Mit dem Erwerb der Ravensberger Herrschaft Vechta-Fresenburg 1252, das die Grundlage des Niederstifts Münster bilden sollte, wurde der Bischof Herr über das Hochstift Münster, das sich von der Lippe bis nach Friesland erstreckte.
Besonders im Oberstift Münster, dem südlichen Teil des Hochstifts Münster, der deckungsgleich mit dem Münsterland ist, kam es zu Territorialkonflikten zwischen den aufsteigenden Territorialherren. Konflikte zwischen neuen Landesherren untereinander brachen ebenso aus wie zwischen ihnen und Herrschern mit älteren Ansprüchen, wie zum Beispiel dem Erzbischof von Köln. Der Metropolit versuchte nach dem Sturz Heinrichs des Löwen die Herzogswürde in ganz Westfalen auszuüben und vom südlichen Westfalen über Soest auch das Münsterland in seine Gewalt zu bringen. Auch für den Kölner Landesherren galt, dass sein Territorium noch keineswegs ein einheitliches und konsolidiertes Gebiet war. Erst an der Lippelinie brachte Hermann II. von Katzenelnbogen seinen Metropolitan aus Köln militärisch zum Stehen. Danach kam es immer wieder zu Konflikten des Kölner Bischofs mit dem Münsteraner Bischof, aber auch zur Zusammenarbeit, zum Beispiel in Vreden, wo Otto II. 1252 mit Konrad von Hochstaden zusammen eine Neustadt anlegte und die Schöffen auf beide ihren Eid ablegen mussten. Doch konnte Köln sich auf die Dauer nicht im Münsterland etablieren.
Die erste geplante Stadtgründung ohne vorherige Siedlung in Westfalen war schließlich Lippstadt nach 1168. Die Edelherren zur Lippe waren mit den Grafen von der Mark die einzigen weltlichen Herren, die neben den geistlichen Herren in Köln, Münster, Osnabrück und Paderborn auf die Dauer sich als Herren größerer Territorien durchsetzen konnten. Von den circa 120 Grafen- und Herrengeschlechtern um 1150 in Westfalen bildeten die oben genannten 6 im 14. Jahrhundert die großen Territorialherren, die meisten anderen verschwanden völlig oder sanken auf den Rang von „Kleingrafschaften“. Auch eine bewusste Städtepolitik hat neben wirtschaftlichen und politisch-militärischen Strategien zur Konsolidierung der Macht der Herrscher beigetragen.
Die in unserem Zusammenhang wichtigsten Bischöfe waren Hermann II. von Katzenelnbogen (1173–1203) und Ludolf von Holte (1226–1247). Beide traten stärker als ihre Vorgänger und Nachfolger als „Städteentwickler“ auf und von beiden kann behauptet werden, sie betreiben eine eigene „Städtepolitik“ innerhalb einer auf Intensivierung der eigenen Herrschaft zielenden Territorialkonzeption. Hermann II. hat einen wesentlichen Anteil am Ausbau der Territorialherrschaft im Hochstift und verstand es wie wenige seiner Vorgänger und Nachfolger, diese durch Stadtentwicklung zu sichern (neben verschiedenen Burgen und Klöstern vor allem Coesfeld und Warendorf). Er stand in engem Kontakt mit Bernhard II. zur Lippe und wird sich an dessen Stadtgründungspolitik ein Vorbild genommen haben: „Lippstadts Gestalt, Verfassung und Wirtschaft werden als Bestandteil einer Territorialkonzeption begriffen, die von Bernhard II. und seinen Söhnen Hermann II. und Bernhard, Bischof von Paderborn, entwickelt und verwirklicht worden ist, ein Modell, das in Anpassung an die jeweiligen herrschaftlichen, natur- und kulturräumlichen Voraussetzungen in weiten Teilen Westfalens und Niedersachsens Verbreitung fand.“ In die Regierungszeit Hermanns II. fielen die Stadtbildungen von Coesfeld, Warendorf, Bocholt, Ahlen und Beckum.
Ludolf von Holte zeigte sich fördernd für Telgte und Dülmen. Er konnte ebenfalls die Herrschaftsbildung durch Unterwerfung anderer Herren und durch die Förderung von Städten unter seiner Gerichtsbarkeit fortführen. Die Eroberung Wolbecks durch ihn und der Ausbau des Ortes zum bischöflichen Amtssitz zeigen jedoch auch, dass die Landesherren in ihren Amtssitzen eine immer schwerer durchzusetzende Stellung gegen die sich emanzipierenden Bürger der Stadt hatten – dies gilt für Münster ebenso wie für Paderborn, Osnabrück und Minden, wo die Bischöfe ihre Sitze aus der Stadt in einen Vorort verlegten. Wolbeck ist ein Beispiel für den Typus einer Minderstadt oder – in diesem Falle genauer gesagt – einer Siedlung nach Weichbildrecht, das ihm eine gewisse wirtschaftliche Entwicklung ermöglichte, ohne jedoch zu viel städtische Autonomie zu erlangen, die sich gegen den Landesherren hätte auswirken können. Nach dieser Konzeption vergaben die Münsteraner Landesherren im 13. und 14. Jahrhundert an viele Siedlungen Weichbildrechte zur Intensivierung ihrer Herrschaft.

## Geologisch-Geografische Bedingungen

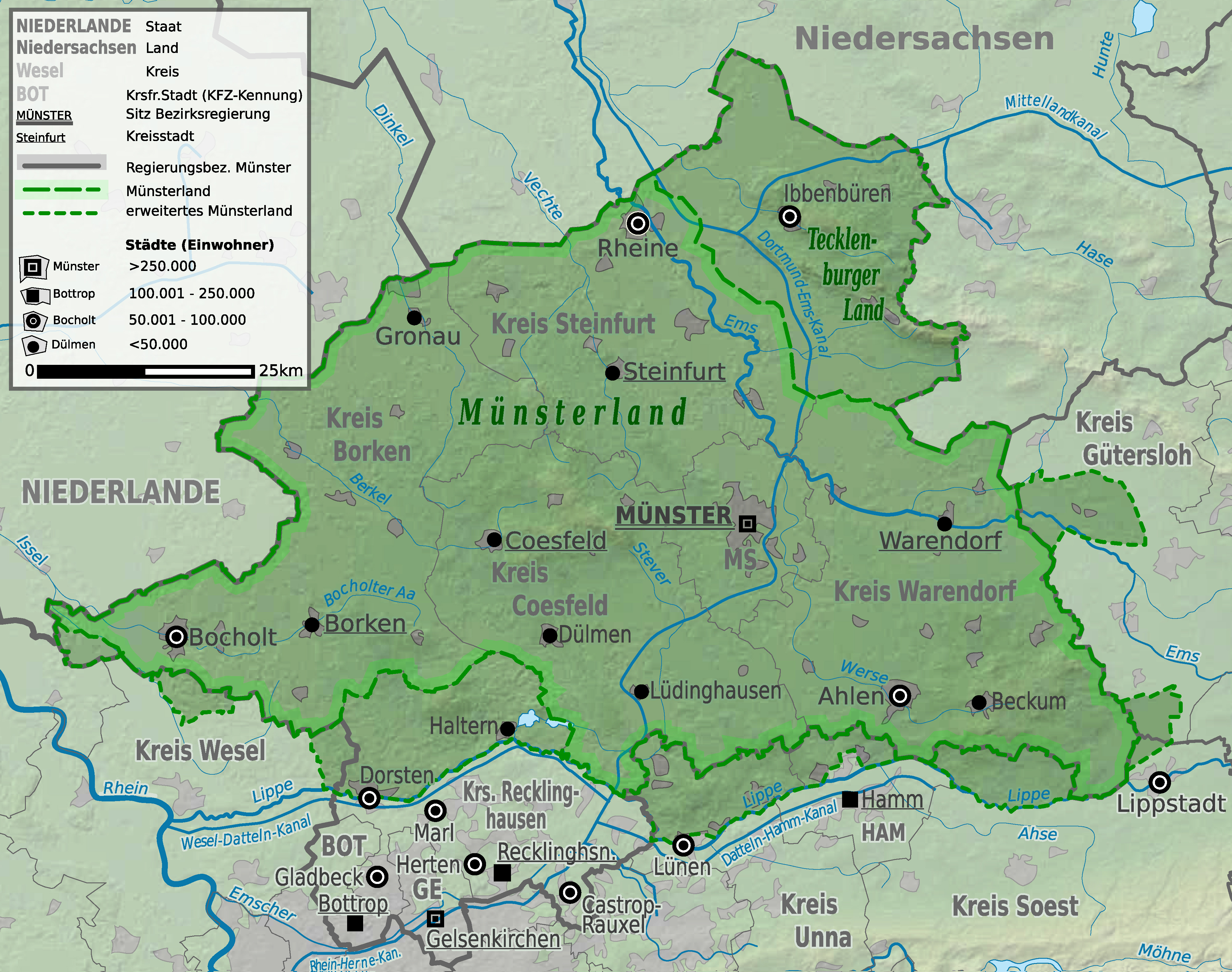
Karte des Münsterlandes in Nordrhein-Westfalen

Das Münsterland bildet den Kernbereich der Westfälischen Tieflandsbucht. Es wird im Osten durch die bergige Landschaft des Teutoburger Waldes begrenzt, an die sich nordöstlich das untere Weserbergland anschließt. Im Süd-Osten bilden die Paderborner Hochfläche und im Süden die Lippe und die sich daran anschließenden Hellwegbörden die natürlichen Grenzen. Nach Westen und Norden öffnet sich das Münsterland dem Niederrheinischen Tiefland, den Niederlanden und der nach Friesland zeigenden Dümmer Geestniederung. Es wird in drei Bereiche unterteilt: das West-, das Kern- und das Ostmünsterland. Die Lippe und die Ems sind die beiden größeren, teilweise beschiffbaren Flüsse, die beide ihre Quellen im südöstlichen Münsterland finden und sich dann nach Westen und nach Nordwesten durch das Land schlängeln. Daneben finden sich kleinere, unbeschiffbare Flüsse: Die von der Lippe das Kernmünsterland nach Norden durchkreuzende Werse und die in Billerbeck in den Baumbergen entspringende und in die Ijssel mündende Berkel. Die Baumberge, die Bocholter und die Beckumer Berge (alle drei in etwa 180 Meter Höhe) sind die einzigen Erhöhungen des Gebiets. Aus den Baumbergen stammt der bis hoch in den Ostseeraum exportierte Sandstein, den man zum Beispiel an dem von Münsteraner Bildhauern gehauenen Portalskulpturen des Rigaer Doms wiederfinden kann.
Das Kernmünsterland liegt etwa in der Mulde zwischen den Baum- und den Beckumer Bergen, die von max. 186 m bzw. 175 m auf 60 m heruntergeht. Der Boden besteht weitgehend aus Lehm bzw. ist ein Kleiboden, der den hohen Niederschlag in der Region nur wenig durchlässt. Mit einer hohen Basensättigung des Bodens kombiniert, ergibt dies gute Voraussetzungen für den Ackerbau. So wird das Landschaftsbild bestimmt durch Waldstücke, Weide und Ackerflächen. Dieses waren optimale Bedingungen für einen bereits seit dem frühen Mittelalter bekannten Zug von Rindern aus dem Friesland zu den Märkten des Rheins, die im Münsterland gut grasen konnten und den Durchgangscharakter der Gegend mit formten.
Im Ostmünsterland, das sich zwischen den Schichtkämmen des Osning und dem Paderborner Hochplateau befindet, ist der Boden sandiger als im Kernmünsterland. Dieses ist auf die Emstalung zurückzuführen. Die Landschaft ist geprägt durch Waldflächen und viele kleinere Flüsse, die in die Ems münden und die teilweise auch zu Moorbildung führen kann.
Die Niederungen des Westmünsterlandes, vor allem an der Lippe, sind versandet; nach Westen hin zeichnet es sich durch eine Heidelandschaft aus, wie sie sich auch in Holland findet. Durch die Öffnung nach Westen hin ist dieses Gebiet den maritimen Klimabedingungen und einem erhöhten Regenniederschlag ausgesetzt, was an den Niederungen auch zu Moorbildungen führt. Ausgeglichenen Temperaturen, gute Feuchtigkeitsbedingungen und ein fruchtbarer Torfboden ermöglichen eine lange Vegetationsdauer von durchschnittlich 235 Tagen und damit eine stärkere Grünlandwirtschaft als im Kern- und Ostmünsterland.
Damit sind die natürlichen Rahmenbedingungen benannt, unter denen sich langsam eine Zivilisation mit Straßen, Handel, Städten und christlicher Missionierung entwickelte. Das Münsterland besteht aus drei unterschiedlichen Landschaften, die sich aber alle besonders durch die Landwirtschaft auszeichnen. Mit Ausnahme von Leinen und Sandstein gibt es nur wenige ‚Rohstoffe‘, die ein Exportgewerbe hätten begründen können. Die relativ flache Landschaft ermöglicht eine leichte Durchquerung des Landes, und Wiesen erlauben das Grasen von Herden auf dem Weg zum Rhein.

## Verkehrsnetze
In Anlehnung an die geologischen Bedingungen bildeten sich in Westfalen und im Münsterland auch die Verkehrswege aus. Charakteristisch für das Münsterland ist das Fehlen einer zentralen leistungsfähigen Wasserstraße, so dass in erster Linie Landwege dem Warenverkehr dienten. Der Transport wurde zwar vorwiegend auf dem Land betrieben, aber auch die teilweise schiffbaren Flüsse wie die Lippe, die Ems und die Berkel wurden für den Warentransport benutzt. Entlang der Ems entstanden vor allem im Niederstift Münster ein Netz von periodischen Märkten im Handel mit den Friesen. Die Fernhandelsstraßen machten das Münsterland zu einem typischen Durchgangsland für den wirtschaftlichen Transport. Die Straßenführung wurde bedingt durch die Höhenunterschiede des Bodens und durch natürliche Furten. Die Städte entwickelten sich entlang von natürlichen Knotenpunkten und bestimmten erst nach der Stadtwerdung und der festen Verankerung von administrativen, militärischen und wirtschaftlichen Verflechtungen auch den Verlauf der Verkehrswege.
Bei der Betrachtung der Entstehung der westfälischen Städte fallen einige wesentliche Punkte bei den Städten vor 1180 auf: Die Stadt als Bürgergemeinde entwickelte sich bei einem bereits existierenden vorstädtischen Kern, der entweder ein Bischofssitz (Minden, Münster, Osnabrück und Paderborn) oder ein Königshof (Dortmund) war. Die Entwicklung zu einer Stadt wurde vorangetrieben durch ihre Lage an Fernhandelsstraßen. Die von Hans-Claus Poeschel erstellten Karten bestätigen die Aussage Carl Haases, dass der „Fernhandel […] die entscheidende Triebkraft der Entwicklung gewesen ist.“ Für Münster galt eine Einschränkung: anfänglich lag die Siedlung Mimgernaford nur auf einer wichtigen Fernhandelsstraße, die weiter östliche liegende Siedlung Warantharpa (Warendorf) wäre als Bischofssitz besser geeignet gewesen, weil sie an der Emsfurt und auf dem Weg von Soest nach Osnabrück an einer verkehrstechnisch günstigeren Position lag.
Das Münsterland wurde von wichtigen Fernhandelsstraßen passiert, die nach der Gründung Lübecks 1159 und der wirtschaftlichen Erschließung des Ostseeraums durch die deutschen Kaufleute auch aus Westfalen und dem Rheinland an zentraler Bedeutung für den Warenverkehr vor allem vom Rhein in den Norden gewannen:
- Im Süden wurde es gestreift vom Hellweg, der vom Rhein/Duisburg über Dortmund, Soest und Paderborn nach Nordosten ging, der aber keine direkten wirtschaftlichen Auswirkungen auf das Münsterland hatte.
- Vom Rhein/Köln verlief über Dortmund, Münster und Osnabrück eine Fernstraße (Rheinische Straße), die weiter nach Norden, nach Bremen, Hamburg und Lübeck ging.
- Von und nach Holland und Flandern gerichtete Straße, vor allem von Münster nach Deventer, und dann weiter nach Brügge und Antwerpen.
- Von Friesland und Groningen über Münster in das Rheinland gehende Straße (Friesische Straße).

Das Münsterland wurde durchzogen von einem Netz unterschiedlich stark frequentierter Fernhandelsstraßen, die zum einen die Süd-Nord-Richtung und zum anderen die West-Ost-Richtung bedienten. Es war ein Durchgangsland für den Warenverkehr vom Rhein in den Ostseeraum und von dort nach Flandern und Holland und zurück. Die Städtebündnisse des 13. und 14. Jahrhunderts zum Schutz vor Angriffen und vor allem zur Sicherung der Handelsstraßen zeigen die zentrale Bedeutung der Straßen für die wirtschaftliche Entwicklung des Landes.

## Rechtliche Verflechtungen
Luise von Winterfeld bezeichnet drei Stadtrechtsfamilien in Westfalen nach ihren Oberhöfen: Dortmunder, Soester und Münsteraner Recht. Diese Rechte wurden aus älteren Rechten wie dem sächsischen und dem Kölner Recht mit Einflüssen aus Bremen und Mainz weiterentwickelt, boten aber genug Eigenständigkeiten, um von einer eigenen Rechtsfamilie sprechen zu können. Für das Münsteraner Recht macht sie besondere Einflüsse nordfranzösischen Rechts aus. Der Abschluss der Stadtrechtsentwicklung dürfte in allen drei Städten spätestens im 12. Jahrhundert erreicht worden sein, wie es stadtrechtliche Übertragungen aus dem Ende des 12. Jahrhunderts von Münsteraner Recht, das sie zum jüngsten der drei rechnet, zum Beispiel an Coesfeld 1197 zeigt. Über den Münsteraner Stadtrechtskreis schreibt sie: „Unter den drei westfälischen Oberhöfen erscheint er als das einheitlichste und wenigstgegliederte Raumgebilde.“ Wenigstgegliedert heißt hier, dass sich im Münsteraner Rechtsraum nur sehr schwach ausgeprägt Teiloberhöfe entwickelten. Münster war stärker als Dortmund oder Soest an der Durchsetzung einer zentralen Schiedsinstanz interessiert. Lediglich Coesfeld konnte einen verhältnismäßig starken Teiloberhof im Quartier Up’m Braem entwickeln, gefolgt von Warendorf für das Quartier Up’m Drein, das aber „an Selbständigkeit und früher Handelsbedeutung“ hinter Coesfeld lange Zeit zurückstand. Der Rechtskreis Münsters deckte sich weitgehend mit dem politischen Kreis des späteren Hochstifts, vor allem mit dem Oberstift Münster. „Eine gewisse Bindung des Stadtrechtskreises an das Territorium“, schreibt Carl Haase, „zeigt sich besonders im Münsterlande, ein Beispiel mehr für die eigenartig zielbewußte Städtepolitik der Bischöfe von Münster.“
Westfälisches Recht unterschied sich etwa von (fränkischem) Kölner Recht durch den starken Einfluss sächsischer Rechtsgewohnheiten und durch die Ausbildung von eigenständigen Rechten wie dem Vem-, dem Anerben- und dem Weichbildrecht, das später auch im Ostelbischen Raum und im Magdeburger Recht vorzufinden war, sich von dem westfälischen aber unterschied. Dass sich eine Stadt zu einem Oberhof entwickelte, sieht man, wenn es nicht schon ausdrücklich in einer Urkunde erwähnt wurde, zum Beispiel an den Konsultationszügen der Tochter- zur Mutterstadt, deren Meinung in Zweifelsfällen einzuholen war Auch konnte gegen eine Entscheidung Appellation bei der Mutterstadt eingelegt werden – „zu Haupte gehen“, wie es genannt wurde. Die Durchsetzung eines einheitlichen Rechtsraumes mit einer zentralen Schiedsinstanz war auch förderlich für die wirtschaftlichen Verflechtungen innerhalb des Territoriums, da es Rechtssicherheit mit verschiedenen Instanzen für den Handel bot. Für die Verkehrswege bedeuteten einheitliche Rechte ebenfalls einen gewissen Schutz, doch war dies natürlich nur auf den Raum der Rechtsfamilie beschränkt und bot für den Fernhandel keine ausreichende Grundlage. Im 12. Jahrhundert wurden diese Bündnisse zur gegenseitigen Sicherung und zur Sicherung der Fernhandelsstraßen durch Landfrieden und Städtebündnisse wie zum Beispiel dem Ladbergener Städtebund der Städte Osnabrück, Münster, Minden, Herford und Coesfeld 1246 oder 1253 dem Werner Bund zwischen Dortmund, Soest, Münster und Osnabrück erweitert. Peter Johanek zeigte, wie sich in der Sicherung des Handelsfriedens die Interessen der handeltreibenden Bürger mit denen der Stadt- und Territorialherren vereinten und wie die Herrschaftssicherung durch Handelssicherung betrieben wurde. „Diese energisch wahrgenommene Geleitspolitik“, schreibt er, „sicherte dem Bischof von Münster eine herausragende Schlüsselstellung im Verkehrsnetz Nordwestdeutschlands.“

## Weichbild
Auch im Fall des Weichbildrechts spielten wirtschaftliche Überlegungen eine Rolle. Karl Kroeschell hat 1960 eine Analyse des Rechtsbegriffs des Weichbildrechts vorgelegt. Nur kurz soll hier die Bedeutung dieses für die Herrschaftsintensivierung wichtigen Instruments erläutert werden. Im Münsterland ist es zum ersten Mal 1178 bezeugt, als der Bischof Hermann II. dem Stift Überwasser Teile seines Bodens nach Weichbildrecht gab. Im Prinzip lief dieser Vorgang an den meisten Orten ähnlich ab: Der Bischof vergab Teile seines eigenen Bodens in der Nähe von bereits bestehenden Siedlungen in kleineren Parzellen an die Bevölkerung, damit diese dort siedeln, wirtschaften und den Boden weitervererben konnten. Mit dem Weichbild waren bestimmte städtische Rechte verbunden, wie „Zuzugsrecht, Selbstverwaltung und Markt“, aber die Bürger verblieben in bestimmten Pflichtverhältnissen zum Stadtherren wie Heergewäte und Gerade. Die Bürger waren ebenfalls verpflichtet, den Landesausbau durch die Kultivierung der Böden, sowie die Versorgung des Umlandes und der Städte durch Tier- und Forstwirtschaft voranzutreiben. Die städtische wurde mit der ländlichen Wirtschaft in einem Weichbildbezirk eingebunden: er war durch vier Friedenspfähle gekennzeichnet und war damit einer territorial bestimmten Wirtschaftskonzeption unterworfen. Das Weichbildrecht bot vormals dem Landrecht unterworfenen Bauern bestimmte städtische Freiheiten, ließ es aber nicht zu, dass sich eine eigenständig politische Bürgerschicht entwickeln konnte. Die entscheidenden Impulse lagen durch diese Konzeption beim Landesherren und nicht bei der Bürgerschaft.
Es wurde seit dem Ende des 12. Jahrhunderts zur Entwicklung von Ortschaften zu stadtähnlichen Siedlungen und dann zu Städten eingesetzt und diente damit der Erschließung, Konsolidierung, wirtschaftlichen Entwicklung und politisch-militärischen Sicherung des Territoriums. Bocholt erhält wicbelede 1201, Beckum 1231, Telgte 1238 und Ahlen 1246. Für die Bürger wirkte sich die Erhebung ihrer Siedlung zu einem Weichbild oder Wigbold wirtschaftlich positiv aus und der Herrscher konnte seine Position festigen: „Schon die Nennung dieser wenigen Städte weist darauf hin, dass die einzelnen Bürgergemeinden in der Verfassungswirklichkeit eine Verbesserung ihrer Stellung erreichen konnten, ja im Hinblick auf die städtische Wirtschaft wie fast alle westfälischen Mittel-, Klein- und Minderstädte mit den hansischen Fernverbindungen vernetzt wurden. Doch bestätigt gerade der frühe Abschluss der Herrschaftsbildung im münsterschen Territorium die Brauchbarkeit der Konzeption.“ Wigbolde waren ein Instrument zur Schaffung von wirtschaftlichen Verflechtungen und zur Konsolidierung von Herrschaft und Territorium.

## Wirtschaftliche Verflechtungen und hansische Beziehungen
Die Fernhandelsstraßen geben den Rahmen für die wirtschaftlichen Verflechtungen des Münsterlandes mit Europa vor. Prägend ist die zentrale Stellung Münsters und seiner wirtschaftlichen Beziehungen, die bereits im 12. Jahrhundert nach ganz Europa führten. Münsteraner Kaufleute fanden sich im Schonenhandel genauso wieder wie im Bergener Kontor Bryggen, in Nowgorod, Smolensk und London. Vor allem das westliche Münsterland mit Coesfeld betrieb einen eigenständigen Handel mit Flandern und Holland, besonders mit Deventer.
Insgesamt war das Münsterland als ein Durchgangsland für den Transport von Waren anzusehen, das nur wenig eigenständiges Gewerbe mit Produkten für den Exporthandel entwickelt hat. Der Hauptexportartikel war Leinwand, aber auch Sandstein aus den Baumbergen wurde vor allem in den Ostseeraum exportiert – an wenigen Stellen im Süden wurde auch Eisenerz gefördert und gehandelt, jedoch blieb dieser Handel noch marginaler. Der größte Teil des Wirtschaftslebens spielte sich innerhalb des Nahverkehrs ab, in der Lebensmittel-, Vieh- und Waldwirtschaft. Hauptträger des Nahhandels waren Bauernhändler, die sowohl den Acker bestellten und teilweise im Tuch- und Ledergewerbe tätig waren, als auch ihre Erzeugnisse auf Regionalmärkten vertrieben. Eine eigene Bürgerschicht von Kaufleuten war nur in wenigen Städten wie etwa in Münster und Coesfeld anzutreffen, also Städten des Fernhandels. Der lokale Austauschbedarf wurde in den kleineren Städten und Siedlungen vor allem durch Bauern vorgenommen, die im Münsterland durch die sogenannten Kiepenkerle, Wanderhändlern ergänzt wurden. An dieser Stelle kann kein Überblick über die wirtschaftlichen Beziehungen innerhalb und außerhalb des Münsterlandes gegeben werden, sondern es soll versucht werden, die Haupthandelsrichtungen aufzuzeigen.
Gekennzeichnet wurde der westfälische Fernhandel durch die bereits erwähnte Durchgangssituation und den Wanderhandel, geprägt waren seine Beziehungen zu anderen Städten vor allem im Ostseeraum aber auch durch die große Zahl von Abwanderern aus Westfalen in diesen Raum. Aus Westfalen und aus dem Münsterland stammten viele der Bürger (zum Beispiel die de Warendorp in Lübeck) und auch einige der von Fritz Rörig gezählten Gründerfamilien (die de Bocholt und de Coesfeld) und die später am Handel tätigen Kaufleute, die über Lübeck in die Städte entlang der Ostseeküste kamen. Die familiären Bindungen in das Münsterland hinein waren in der Kaufmannshanse eine wichtige Grundlage des Handels.
Das Münsterland bestand aus zwei hansischen Quartieren, die auf zwei älteren sächsischen Gauen aufbauten, dem Quartier Up’m Drein (Dreingau) und dem Quartier Up’m Braem (Braemgau). Sie waren Teil des späteren Westfälischen Viertels auf den Hansetagen, das dann dem Kölner Drittel zugeschlagen wurde. Im 13. Jahrhundert lässt sich nur wenig über die hansischen Beziehungen ablesen, war sie zu der Zeit doch vornehmlich auf den direkten Kontakt von Kaufleuten aufgebaut und weniger verfestigt als ab der Mitte des 14. Jahrhunderts, als die Städtehanse sich strukturierte. Innerhalb Westfalens stand Münster bis in das 15. Jahrhundert hinein hinter Dortmund und Soest in handelstechnischer Sicht an dritter Stelle. Münsterländische Kaufleute wurden in den Kontoren von Wisby-Nowgorod von Soester und Dortmunder Aldersleuten vertreten, ebenso bis in das 14. Jahrhundert hinein in Antwerpen. Vor allem in Livland und hier in den Städten Riga, Dorpat und Reval konnten Münsterländer Kaufleute neben den Soestern eine wichtige Stellung erringen, wie es die „Münsteraner Stube“ in Riga zeigt. In dem Handelsvertrag von Smolensk 1229 wurden u. a. Vertragspartner aus den Städten Dortmund, Soest und Münster genannt, was die bereits im 13. Jahrhundert bestehenden weiten wirtschaftlichen Verflechtungen auch der Münsterländischen Kaufleute zeigt. Im Londoner Kontor Stalhof, in dem Köln die stärkste Stadt war, konnten sich die Westfalen als das zweite Drittel unter der Führung von Dortmund etablieren. Hauptexportartikel waren die Leinwand, Bier und Korn, Hauptzwischenhandel wurde mit Wein aus dem Rheinland nach Westen und mit englischer Wolle und flandrischen Tuch in das Baltikum betrieben.
Für den Binnenhandel im Stift Münster fördernd waren zum einen die Zollfreiheit für münsteraner Bürger und zum anderen die Einrichtung von vier Jahrmärkten zu je 5 Tagen in Münster als Zentralmarkt, zu dem dann zur Kennzeichnung des besonderen Marktrechtes das Sendschwert am Rathaus aufgehängt wurde.
Innerhalb des Münsterlandes nahm wie bereits erwähnt das westliche Münsterland, das Braemquartier, eine besondere Stellung ein, weil sich die Städte um Coesfeld herum einem starken Handel mit Holland und Flandern und besonders mit der Stadt Deventer öffneten. So galt in Bocholt, das an der nach Holland fließenden Bocholter Aa liegt, zum Beispiel der Deventer Pfennig als Zahlungsmittel. In diesem Städtekreis, dem im 13. und 14. Jahrhundert die Städte Coesfeld, Borken und Bocholt (Stadtbildung bis 1240), Vreden, Haltern, Horstmar und Lüdinghausen (bis 1290), Burgsteinfurt, Ramsdorf und Dülmen (bis 1350) angehörten, waren sechs Städte spätere Hansestädte: Unter dem Teiloberhof Coesfeld organisierten sich Bocholt, Borken, Dülmen, Haltern und Vreden im hansischen Städtebund. Von Coesfeld aus führte ein wichtiger Warenaustausch entlang der Berkel über die Ijssel nach Deventer, der in einem Vertrag 1293 gefestigt wurde. Die Öffnung zum niederländischen Raum nach Nordwesten, vor allem durch die Benutzung der Berkel und der Ijssel, stellt eine der „wenigen westfälischen Eigenhandelswege“ dar, die sich bis zu den Ijsselhäfen und dann über die Nordsee bis nach England, Norwegen und dem Ostseeraum erstreckten. Zu den gehandelten Gütern zählte neben wald- und agrarwirtschaftlichen Produkten vor allem die Leinwand, die in einer Privileg des dänischen Königs Abel 1251 an die Umlandfahrer genannt wurde. Seit dem 9. Jahrhundert war der Anbau von Flachs und Hanf im Münsterland bekannt. Neben diesem „Exportgewerbe“ wurden auch im westlichen Münsterland Tuche und Wein aus dem Rheinland weitergehandelt.
Das Zentrum des Oberstifts bildet die Bischofsstadt Münster, deren territoriale und stadtrechtliche Entwicklung als Mutterstadt eine Eigenheit im Oberstift darstellte und gesondert dargestellt wurde. Die Bischöfe des Hochstifts nutzten das Instrument der Stadtgründung zur Konsolidierung des Territoriums im 13. Jahrhundert. Zu diesen Städten und Weichbilden zählten u. a. Coesfeld, Warendorf und Ahlen.